# Expédition Gauss
Cet article fait partie d'un « bon thème » labellisé en 2011.
Caractéristiques
L’expédition Gauss (en allemand : Gauß-Expedition) ou expédition allemande au pôle Sud est la première expédition allemande en Antarctique. Conduite par Erich von Drygalski, un professeur de géologie et de géophysique à l'université de Berlin et vétéran d'expéditions au Groenland, elle fut réalisée entre 1901 et 1903 à bord du navire Gauss.

## Préparations et départ
Dès 1865, Georg von Neumayer fit la promotion d'une expédition allemande en Antarctique, mais  une commission allemande d'exploration sur le sujet ne vit le jour que des décennies plus tard. Drygalski fut choisi par cette commission et fut autorisé à construire un navire spécifiquement pour cette expédition. Le Gauss, nommé en l'honneur de Carl Friedrich Gauss, est ainsi baptisé. L'expédition fut financée par l'État et se fonda librement sur des théories scientifiques d'approche et de compréhension d'un nouveau milieu d'Alexander von Humboldt.
L'expédition partit de Kiel le 11 août 1901 avec trente-deux hommes dont cinq officiers et cinq scientifiques,, et seulement deux membres de la marine impériale malgré le financement par l'état. Le biologiste Ernst Vanhöffen était notamment présent, de même que le vétéran Paul Bjørvik. Drygalski explora une région encore inconnue de l'Antarctique au sud des îles Kerguelen, archipel qu'il atteignit le 2 janvier 1902. Le choix de cette zone entre la mer de Weddell et la terre d'Enderby résulte d'un découpage international initié et validé par le président de la Royal Geographical Society Clements Markham. Durant l'expédition, une semi-collaboration a lieu avec l'expédition Discovery britannique pour la réalisation de mesures communes, au même moment mais à des endroits séparés du continent.

## Expédition
Après une brève escale aux îles Crozet en décembre 1901, une petite équipe resta stationnée dans la baie de l'Observatoire sur les îles Kerguelen pour établir une station, tandis que la plus importante partie de l'équipage s'engageait plus au sud. Erich von Drygalski fit une escale sur l'île Heard et fut le premier à en décrire scientifiquement la géologie, la flore et la faune.
Malgré le piège de glace qui s'était refermé sur eux pendant quatorze mois à partir de février 1903, l'expédition découvrit de nouveaux territoires de l'Antarctique : baptisant la terre Guillaume-II en l'honneur de Guillaume II et le mont Gauss d'après son navire.
Drygalski a été le premier homme à utiliser un ballon à air chaud en Antarctique.

## Retour et postérité
L'expédition revint à Kiel le 23 novembre 1903. Erich von Drygalski rédigea alors le récit de l'expédition et publia les importantes données scientifiques récoltées. Entre 1905 et 1931, il en publia pas moins de vingt volumes et deux atlas. Le retour de cette expédition resta cependant éclipsé par l'expédition Discovery.